# Batman Forever
Batman Forever és una pel·lícula estatunidenca del 1995 produïda per Tim Burton i dirigida per Joel Schumacher. Està basada en el personatge de còmic Batman, i és la tercera entrega de la franquícia de Batman, amb Val Kilmer substituint Michael Keaton en el paper principal. El repartiment compta amb la tornada de Michael Gough com Alfred Pennyworth i Pat Hingle com el comissari Gordon. La trama se centra en Batman tractant de derrotar Dues Cares (Tommy Lee Jones) i L'Home Misteriós (Jim Carrey), qui tracten de drenar els cervells del poble de Gotham, i alhora és l'amor de la psiquiatra Chase Meridian (Nicole Kidman) i adopta un jove orfe i acròbata de circ anomenat Dick Grayson (Chris O'Donnell), que esdevé el seu company Robin.

## Argument
La doctora Chase Meridian s'instal·la a Gotham City amb l'esperança de saber una mica més sobre el misteriós Batman, mentre que en Batman intenta aturar el criminal Dues Cares, que ha escapat de l'asil d'Arkham. Al mateix temps, l'Edward Nygma, un científic brillant però frustrat a treballar a Wayne Enterprises, inventa un aparell capaç de manipular les cèl·lules cerebrals. En Bruce Wyne, però, rebutja el seu invent per considerar-lo massa perillós. En Nygma decideix, doncs, venjar-se'n.
Mentre que en Bruce convida el doctor Meridian al circ de Gotham per anar a un espectacle d'alt voltatge, en Dues Cares assassina els Grayson, una família d'acròbates. L'únic supervivent, en Dick, un jove d'una vintena d'anys, és recollit per en Bruce i l'Alfred a la mansió Wayne. En Nygma, que s'ha canviat el nom pel de l'Home Misteriós, s'associa a en Dues Cares per matar en Batman. En Dick, però, desitjós de venjar la mort de la seva família, decideix unir-se a en Bruce en la seva lluita contra el crim i esdevé en Robin...

## Repartiment
- Val Kilmer: Bruce Wayne/Batman
- Chris O'Donnell: Robin
- Tommy Lee Jones: Dues Cares
- Jim Carrey: Enigma
- Nicole Kidman: Doctora Chase Meridian
- Michael Gough: Alfred Pennyworth
- Pat Hingle: Comissari Gordon
- Drew Barrymore: Sugar, assistenta bona de Dues Cares
- Debi Mazar: Spice, assistenta dolenta de Dues Cares
- Ed Begley Jr: Fred Stickley, el supervisor d'Edward Nygma
- Elizabeth Sanders-Kane: Gossip Gerty, periodista tafanera de Gotham City.

## Premis i nominacions

### Nominacions
- 1996: Oscar a la millor fotografia per Stephen Goldblatt
- 1996: Oscar al millor so per Donald O. Mitchell, Frank A. Montaño, Michael Herbick i Petur Hliddal
- 1996: Oscar a la millor edició de so per John Leveque i Bruce Stambler
- 1996: Globus d'Or a la millor cançó original per U2 amb "Hold Me, Thrill Me, Kiss Me, Kill Me"
- 1996: Grammy a la millor composició instrumental escrita per pel·lícula o televisió per Elliot Goldenthal amb "Batman Forever"

## Dates d'estrena mundials
| País                                                                          | Data d'estrena                 |
| ----------------------------------------------------------------------------- | ------------------------------ |
| Alemanya                                                                      | Dijous 3 d'agost de 1995       |
| Argentina                                                                     | Dijous 20 de juliol de 1995    |
| Austràlia                                                                     | Dijous 29 de juny de 1995      |
| Àustria                                                                       | Divendres 4 d'agost de 1995    |
| Bèlgica                                                                       | Dimecres 28 de juny de 1995    |
| Belize · Costa Rica · El Salvador · Guatemala · Hondures · Nicaragua · Panamà | Divendres 14 de juliol de 1995 |
| Bolívia                                                                       | Dimarts 18 de juliol de 1995   |
| Brasil                                                                        | Divendres 7 de juliol de 1995  |
| Bulgària                                                                      | Divendres 13 d'octubre de 1995 |
| Xile                                                                          | Dijous 6 de juliol de 1995     |
| Colòmbia                                                                      | Divendres 7 de juliol de 1995  |
| Corea del Sud                                                                 | Dissabte 15 de juliol de 1995  |
| Croàcia                                                                       | Dijous 21 de setembre de 1995  |
| Dinamarca                                                                     | Divendres 4 d'agost de 1995    |
| Equador                                                                       | Divendres 21 de juliol de 1995 |
| Eslovènia                                                                     | Dijous 24 d'agost de 1995      |
| Espanya · Catalunya                                                           | Divendres 23 de juny de 1995   |
| Estats Units · Canadà                                                         | Divendres 16 de juny de 1995   |
| Estònia                                                                       | Divendres 25 d'agost de 1995   |
| Filipines                                                                     | Dimecres 26 de juliol de 1995  |
| Finlàndia                                                                     | Divendres 21 de juliol de 1995 |
| França                                                                        | Dimecres 19 de juliol de 1995  |
| Grècia                                                                        | Divendres 27 d'octubre de 1995 |
| Hong Kong                                                                     | Dijous 29 de juny de 1995      |

| país                 | Data d'estrena                   |
| -------------------- | -------------------------------- |
| Hongria              | Dijous 31 d'agost de 1995        |
| Índia                | Divendres 18 d'agost de 1995     |
| Indonèsia            | Dimarts 15 d'agost de 1995       |
| Islàndia             | Divendres 21 de juliol de 1995   |
| Israel               | Divendres 4 d'agost de 1995      |
| Itàlia               | Divendres 6 d'octubre de 1995    |
| Japó                 | Dissabte 17 de juny de 1995      |
| Malàisia             | Dijous 17 d'agost de 1995        |
| Mèxic                | Divendres 14 de juliol de 1995   |
| Noruega              | Divendres 14 de juliol de 1995   |
| Nova Zelanda         | Divendres 30 de juny de 1995     |
| Països Baixos        | Dijous 24 d'agost de 1995        |
| Perú                 | Divendres 28 de juliol de 1995   |
| Polònia              | Divendres 22 de setembre de 1995 |
| Portugal             | Divendres 4 d'agost de 1995      |
| Puerto Rico          | Dijous 29 de juny de 1995        |
| Regne Unit · Irlanda | Divendres 14 de juliol de 1995   |
| Txèquia · Eslovàquia | Dijous 28 de setembre de 1995    |
| Romania              | Divendres 29 de setembre de 1995 |
| Singapur             | Dimecres 9 d'agost de 1995       |
| Sud-àfrica           | Divendres 30 de juny de 1995     |
| Suècia               | Divendres 14 de juliol de 1995   |
| Suïssa               | Divendres 28 de juliol de 1995   |
| Tailàndia            | Divendres 30 de juny de 1995     |
| Taiwan               | Dissabte 1 de juliol de 1995     |
| Turquia              | Divendres 1 de setembre de 1995  |
| Uruguai              | Divendres 30 de juny de 1995     |
| Veneçuela            | Dimecres 19 de juliol de 1995    |